# Roberto Marmo
Roberto Marmo (Canelli, 17 gennaio 1952) è un politico e imprenditore italiano.

## Biografia
Roberto Marmo è nato il 17 gennaio 1952 a Canelli dove vive con la moglie Marcella e la figlia Michela. È un imprenditore nel settore agro-alimentare, nelle costruzioni pubbliche e private e nelle bonifiche ambientali. È alla presidenza della cantina sociale di Canelli, una delle più antiche cooperative vinicole del Piemonte.
Tra i suoi hobby la lettura, soprattutto di saggi di economia socio-politica ma anche di romanzi gialli con una predilezione per gli scrittori italiani e piemontesi in particolare.

### Attività politica
Nel 1985 viene eletto al Coniglio provinciale di Asti e dal 1990 al 1994 è stato sindaco di Canelli.
Esponente di Forza Italia, è stato presidente della Provincia di Asti dal 1999 sino al 2004 e, nello stesso anno, è stato eletto per la seconda volta (elezioni del 12 e 13 giugno), raccogliendo il 52,4% dei voti in rappresentanza della coalizione di centrodestra.
Era sostenuto, in Consiglio Provinciale, da una maggioranza costituita da Forza Italia, UDC, Insieme per Marmo e Alleanza Nazionale. Il mandato amministrativo sarebbe scaduto nel 2009 ma si è dimesso anticipatamente per partecipare alle elezioni politiche del 2008 candidandosi alla Camera dei deputati nella circoscrizione Piemonte 2 risultando il primo dei non eletti della lista.
È diventato deputato il 18 maggio 2011 in seguito alle dimissioni del deputato Marco Botta (eletto consigliere regionale del Piemonte). All'atto della proclamazione si è iscritto al Gruppo di Popolo e Territorio (ex Responsabili).
Ha alle spalle una lunga esperienza di politico e amministratore locale. Si è formato alla scuola della Democrazia Cristiana seguendo le orme dell'astigiano Giovanni Goria che fu Ministro delle Finanze e Presidente del Consiglio dei Ministri.
Prima di diventare Presidente della Provincia di Asti, è stato consigliere comunale e sindaco della sua città, Canelli.
Nel 2018 è candidato al Senato per la lista Civica Popolare, della quale è capolista in Piemonte, senza però essere eletto.

### Attività imprenditoriale

#### Presidenza della Cantina Sociale di Canelli
Roberto Marmo giunge alla guida della Cantina Sociale Canelli nel 2004 quando l'azienda era sull'orlo del fallimento per via di un debito notevole ed una rete commerciale sempre più gracile. Una delle più antiche dell'astigiano, la Cantina Sociale immetteva sul mercato, prevalentemente interno, un milione e 200.000 bottiglie di Asti Spumante e di Moscato d'Asti e i pagamenti delle uve ai conferitori avvenivano solo grazie all'accensione di mutui bancari (fonte: atnews.it).
La “cura” Marmo ha determinato una sostanziale inversione di tendenza: nel 2010 le bottiglie vendute sono state ben 14 milioni ed il fatturato è passato da 5 milioni di euro agli attuali 20 milioni, elevando la Cantina Sociale di Canelli ad una tra le realtà più importanti dell'enocooperazione piemontese (fonte: saporidelpiemonte.it). I provvedimenti più rilevanti adottati da Marmo sono stati la cessione di una parte consistente degli immobili e dei vecchi macchinari, l'incentivazione dei circa 160 soci invitati a puntare più sulla qualità che sulla quantità di prodotto e, infine, la scelta di sinergie internazionali che hanno portato la Cantina ad esportare l'87% dei suoi prodotti.
Per raggiungere quest'ultimo risultato si è dimostrata fondamentale la produzione del Canei, bevanda a base di vino, frizzante, particolarmente gradita in estremo Oriente ed in alcuni Paesi europei. Il marchio “Canei” è stato rilevato dalla multinazionale olandese Baarsma di cui la Cantina Sociale Canelli utilizza la struttura di vendita di livello internazionale (fonte: atnews.it).
Nel febbraio del 2014 la Cantina Sociale di Canelli presenta in tribunale i libri contabili per avviare la procedura di fallimento.